# سوپو
سوپو (به اسپانیایی: Sopó) یک سکونتگاه مسکونی در کلمبیا است که در بخش کوندینامارکا واقع شده‌است.

## خصوصیات
سوپو ۲۵٬۶۶۸ نفر جمعیت دارد.